# Draft WNBA 2001
Il Draft WNBA 2001 fu il quinto draft tenuto dalla WNBA e si svolse il 20 aprile 2001.
|  | Giocatrici selezionate per l'all-star game WNBA |

## Primo giro
| Scelta | Giocatrice               | Nazionalità | Squadra WNBA       | College/Squadra di club |
| ------ | ------------------------ | ----------- | ------------------ | ----------------------- |
| 1      | Lauren Jackson (F/C)     | Australia   | Seattle Storm      | Canberra Capitals       |
| 2      | Kelly Miller (G)         | Stati Uniti | Charlotte Sting    | Georgia L. Bulld.       |
| 3      | Tamika Catchings (F)     | Stati Uniti | Indiana Fever      | Tenn. L. Volunteers     |
| 4      | Jackie Stiles (G)        | Stati Uniti | Portland Fire      | SWMSU Bears             |
| 5      | Ruth Riley (C)           | Stati Uniti | Miami Sol          | N. Dame F. Irish        |
| 6      | Deanna Nolan (G/F)       | Stati Uniti | Detroit Shock      | Georgia L. Bulld.       |
| 7      | Svetlana Abrosimova (F)  | Russia      | Minnesota Lynx     | UConn Huskies           |
| 8      | Marie Ferdinand (G)      | Stati Uniti | Utah Starzz        | LSU Lady Tigers         |
| 9      | Coco Miller (G)          | Stati Uniti | Washington Mystics | Georgia L. Bulld.       |
| 10     | Katie Douglas (G/F)      | Stati Uniti | Orlando Miracle    | Purdue Boilerm.         |
| 11     | Penny Taylor (F)         | Australia   | Cleveland Rockers  | Danden. Rangers         |
| 12     | LaQuanda Barksdale (G/F) | Stati Uniti | Portland Fire      | N. Carol. Tar Heels     |
| 13     | Kristen Veal (G)         | Australia   | Phoenix Mercury    | Canberra Capitals       |
| 14     | Kelly Schumacher (C)     | Stati Uniti | Indiana Fever      | UConn Huskies           |
| 15     | Amanda Lassiter (F)      | Stati Uniti | Houston Comets     | Missouri Tigers         |
| 16     | Camille Cooper (C)       | Stati Uniti | Los Angeles Sparks | Purdue Boilerm.         |

## Secondo giro
| Scelta | Giocatrice                | Nazionalità | Squadra WNBA        | College/Squadra di club |
| ------ | ------------------------- | ----------- | ------------------- | ----------------------- |
| 17     | Semeka Randall (G)        | Stati Uniti | Seattle Storm       | Tenn. L. Volunteers     |
| 18     | Tammy Sutton-Brown (C)    | Canada      | Charlotte Sting     | Rutgers S. Knights      |
| 19     | Niele Ivey (G)            | Stati Uniti | Indiana Fever       | N. Dame F. Irish        |
| 20     | Jenny Mowe (C)            | Stati Uniti | Portland Fire       | Oregon Ducks            |
| 21     | Georgia Schweitzer (G/F)  | Stati Uniti | Miami Sol           | Duke Blue Devils        |
| 22     | Jae Kingi (G)             | Australia   | Detroit Shock       | Adelaide Lightning      |
| 23     | Erin Buescher (G)         | Stati Uniti | Minnesota Lynx      | Master's Mustangs       |
| 24     | Michaela Pavlíčková (F/C) | Rep. Ceca   | Utah Starzz         | Denver Pioneers         |
| 25     | Tamara Stocks (F/C)       | Stati Uniti | Washington Mystics  | Florida Gators          |
| 26     | Brooke Wyckoff (F)        | Stati Uniti | Orlando Miracle     | Fl. State Seminoles     |
| 27     | Jaynetta Saunders (F)     | Stati Uniti | Cleveland Rockers   | Texas A&M Aggies        |
| 28     | Janell Burse (C)          | Stati Uniti | Minnesota Lynx      | Tulane G. Wave          |
| 29     | Ilona Korstin (G/F)       | Russia      | Phoenix Mercury     | C.J.M. Bourges          |
| 30     | Jackie Moore (C)          | Stati Uniti | Sacramento Monarchs | Long Beach 49ers        |
| 31     | Tynesha Lewis (G/F)       | Stati Uniti | Houston Comets      | NCSU Wolfpack           |
| 32     | Nicole Levandusky (G)     | Stati Uniti | Los Angeles Sparks  | Xavier Musketeers       |

## Terzo giro
| Scelta | Giocatrice               | Nazionalità             | Squadra WNBA        | College/Squadra di club |
| ------ | ------------------------ | ----------------------- | ------------------- | ----------------------- |
| 33     | ShaRae Mansfield (F)     | Stati Uniti             | Houston Comets      | WKU Lady Toppers        |
| 34     | Jennifer Phillips (F)    | Stati Uniti             | Charlotte Sting     | Xavier Musketeers       |
| 35     | Marlena Williams (F)     | Stati Uniti             | Indiana Fever       | Missouri Tigers         |
| 36     | Rasheeda Clark (G)       | Stati Uniti             | Portland Fire       | Pepperdine Waves        |
| 37     | Levys Torres (C)         | Colombia                | Miami Sol           | Fl. State Seminoles     |
| 38     | Svjatlana Vol'naja (G/F) | Bielorussia             | Detroit Shock       | Virginia Cavaliers      |
| 39     | Tombi Bell (G)           | Isole Vergini Americane | Minnesota Lynx      | Miami Hurricanes        |
| 40     | Shea Ralph (G/F)         | Stati Uniti             | Utah Starzz         | UConn Huskies           |
| 41     | Jamie Lewis (G)          | Stati Uniti             | Washington Mystics  | Ohio St. Buckeyes       |
| 42     | Jaclyn Johnson (F)       | Stati Uniti             | Orlando Miracle     | Kansas Jayhawks         |
| 43     | Angelina Wolvert (F)     | Stati Uniti             | Cleveland Rockers   | Oregon Ducks            |
| 44     | Elena Karpova (F)        | Russia                  | Washington Mystics  | MBK Ružomberok          |
| 45     | Tere Williams (F)        | Stati Uniti             | Phoenix Mercury     | Virginia Tech Hokies    |
| 46     | Maren Walseth (F)        | Stati Uniti             | Sacramento Monarchs | Penn State L. Lions     |
| 47     | Shala Crawford (C)       | Stati Uniti             | Houston Comets      | Life Running Eagles     |
| 48     | Kelley Siemon (F)        | Stati Uniti             | Los Angeles Sparks  | N. Dame F. Irish        |

## Quarto giro
| Scelta | Giocatrice             | Nazionalità | Squadra WNBA        | College/Squadra di club |
| ------ | ---------------------- | ----------- | ------------------- | ----------------------- |
| 49     | Juana Brown (G)        | Stati Uniti | Seattle Storm       | N. Carol. Tar Heels     |
| 50     | Reshea Bristol (G)     | Stati Uniti | Charlotte Sting     | Arizona Wildcats        |
| 51     | April Brown (F)        | Stati Uniti | Indiana Fever       | LSU Lady Tigers         |
| 52     | Natasha Pointer (G)    | Stati Uniti | Portland Fire       | Rutgers S. Knights      |
| 53     | Carolyn Moos (C)       | Stati Uniti | Phoenix Mercury     | Stanford Cardinal       |
| 54     | Kelly (F)              | Brasile     | Detroit Shock       | -                       |
| 55     | Megan Taylor (G/F)     | Stati Uniti | Minnesota Lynx      | Iowa St. Cyclones       |
| 56     | Cara Consuegra (G)     | Stati Uniti | Utah Starzz         | Iowa Hawkeyes           |
| 57     | Taru Tuukkanen (F/C)   | Finlandia   | New York Liberty    | Xavier Musketeers       |
| 58     | Anne Thorius (G)       | Danimarca   | Orlando Miracle     | Michigan Wolver.        |
| 59     | Erin Batth (F/C)       | Stati Uniti | Cleveland Rockers   | Clemson Tigers          |
| 60     | Tara Mitchem (G)       | Stati Uniti | New York Liberty    | SWMSU Bears             |
| 61     | Megan Franza (G)       | Stati Uniti | Phoenix Mercury     | Wash. Huskies           |
| 62     | Katie Smrcka-Duffy (G) | Stati Uniti | Sacramento Monarchs | Georgetown Hoyas        |
| 63     | Kristen Clement (G)    | Stati Uniti | Houston Comets      | Tenn. L. Volunteers     |
| 64     | Beth Record (G/F)      | Stati Uniti | Los Angeles Sparks  | Syracuse Orange         |